# パストラル・コミック
『パストラル・コミック』（仏語原題：  Pastorale comique   ）は、モリエールの戯曲。ジャン＝バティスト・リュリ作曲。1667年発表。サン＝ジェルマン＝アン＝レー城にて同年1月5日初演。そのテキストは完全な形ではなく、断片的にしか遺っていない。

## 登場人物
- イリス…羊飼いの若い娘 (カトリーヌ・ド・ブリー)
- リカ…金持ちの羊飼い (モリエール)
- フィレーヌ…金持ちの羊飼い (デスティヴァル)
- コリドン…若い羊飼い (ラ・グランジュ)
- 陽気な羊飼い (ブロンデル)
- 下っ端の羊飼い (シャトー＝ヌフ)

()内は演じた人物。デスティヴァルは王室付音楽家、ブロンデルはテノール歌手、シャトー＝ヌフはモリエール劇団に臨時で雇われていた役者。

## あらすじ
金持ちの羊飼いリカとコリドンによる場面から始まる。第2場になると、リカを美男に仕立てようと魔法使いたちが出てきて、儀式を始める。風変わりな方法で服を着せられるリカ。美男になったとからかい始める魔法使いたち。第3場からはリカとフィレーヌがイリスを巡って諍いを始める。それを止めようと農民たちが出てくるが、彼らの間でも喧嘩が起こってしまった。仲裁に入るコリドン。リカとフィレーヌはイリスに愛を打ち明けるが、揃ってフラれてしまった。その悲しみを乗せて歌う。自殺しようとまでするが、そこへ陽気な若い羊飼いが現れ、彼らを慰める歌を歌う。そこへジプシーたちが出てきて、心地よい歌に合わせて、楽しみだけを求めて踊る。

## 成立過程
1666年、モリエールは「いやいやながら医者にされ」を書き上げ、大成功を収めて、彼の劇団はパリ市民たちの心を捉えていた。しかしその成功の余韻に浸る間もなく、国王ルイ14世によって、詩人バンスラードの指揮の下、サン＝ジェルマン＝アン＝レー城にて祭典「詩神の舞踊劇(Ballet des Muses)」が催されることとなり、彼の劇団もこれに招かれて出演することとなった。この祭典はバンスラードが13の場面からなるオペラを書くために、モリエール劇団やブルゴーニュ劇場、イタリア劇団の俳優たち、それにジャン＝バティスト・リュリなどの音楽家や舞踊家が協力することで完成するという体をとっており、舞踊にはルイ14世をはじめとして、ルイーズ・ド・ラ・ヴァリエールやモンテスパン侯爵夫人フランソワーズ・アテナイスが参加した。
この祭典は1666年12月2日から1667年2月19日まで行われ、モリエールはこの祭典のために3作品制作しなければならなかった。本作はその第2作目である。第1作目の『メリセルト』に代わって、1667年1月5日に初演が行われたと伝わっている。前作『メリセルト』と同じく、パリ市民向けに上演、出版されることなく、モリエールの生前にはこの祭典以外で日の目を見なかった。この作品が世間に知られることになったのは、1682年に刊行された『モリエール全集』に採録されてのことである。

## 解説

リカが美男になったと魔法使いたちが歌う場面(第2場)のリュリによる自筆譜
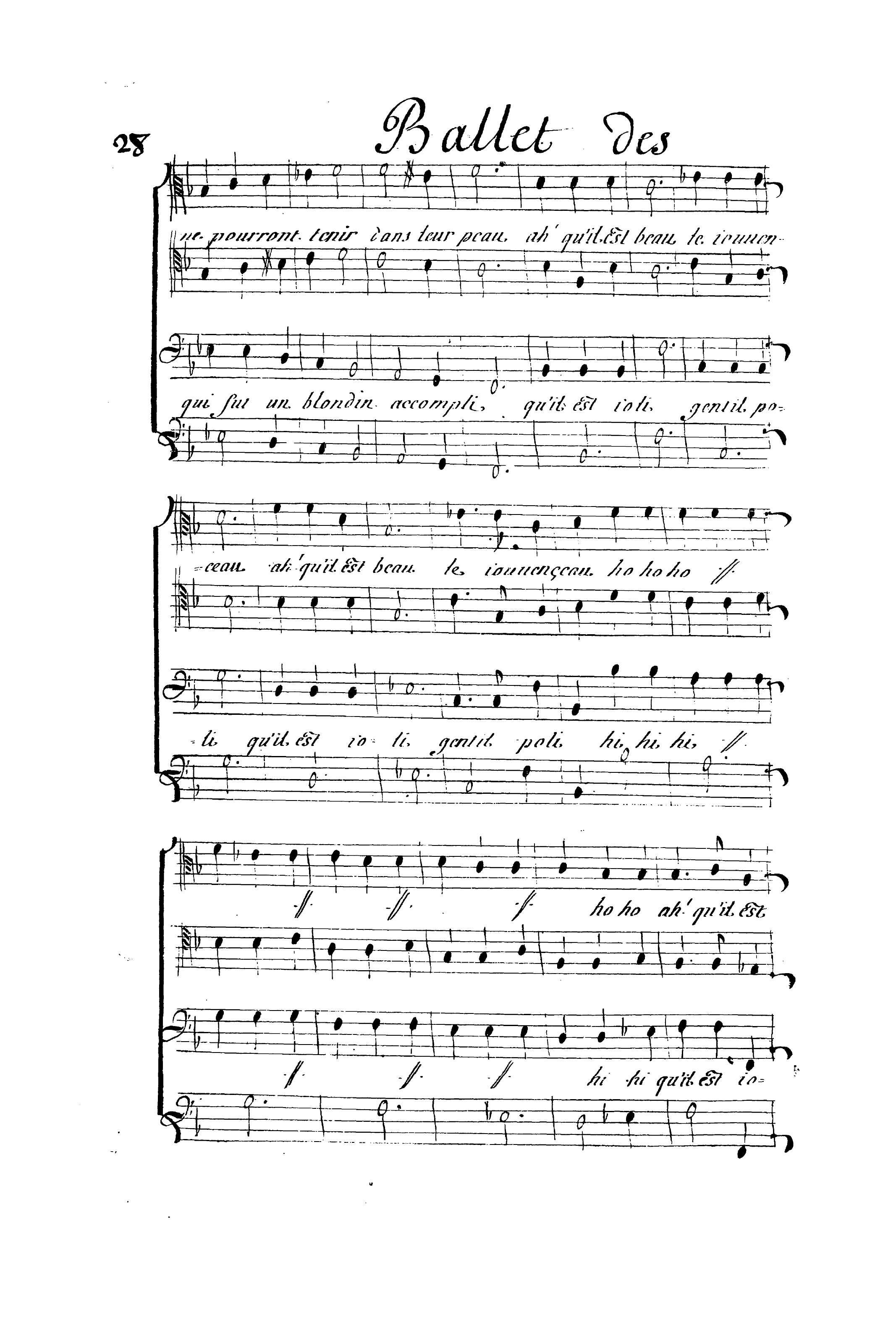
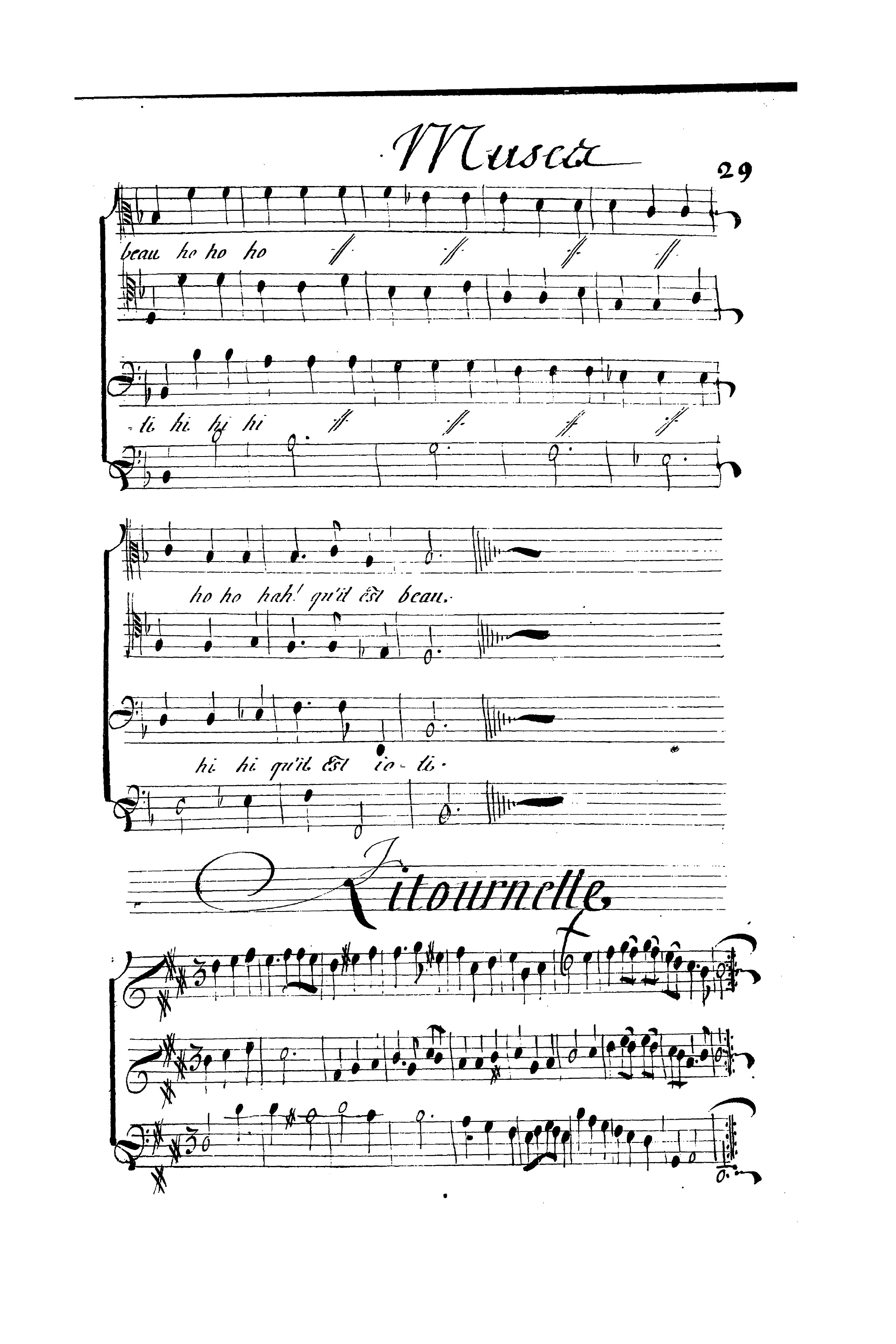

喜劇的効果を高めるために、リュリによる音楽の力を積極的に利用している。第2場でリカが良い男になったと魔法使いたちが(からかいつつ)歌い上げるシーンは、目の前のリカのおかしな格好に笑いを懸命にこらえる様子が、一音ずつ下がっていくメロディーによって表現されている(上記の画像で言うと「hi,hi,hi,hi,hi」と下に書かれている所がそれに当たる)。

## 日本への紹介
遺っているテクストが完全な形ではなく、断片であるが故か、この作品は我が国ではこれまで紹介される機会がほとんど無かった。病床にある鈴木力衛の代わりに資料の蒐集に当たった金川光夫による型録に拠っても、「モリエール全集 1934年刊行版」収載のものしかなく、それ以降も「モリエール全集 2001年刊行版」まで待たないといけなかった。ただ、研究の為に訳したもの、個人で訳し篋底に秘しているものが存する可能性はあり、これらが日の目を見る機会が今後来るかもしれない。

### 日本語訳
- 『田園喜劇』恒川義夫訳、（モリエール全集 第二卷 所収）、中央公論社、1934年
- 『パストラル・コミック 付・『ミューズたちのバレエ』台本』、（モリエール全集 6 所収）、臨川書店、2001年